# Silver Side Up
Silver Side Up es el título del tercer álbum de estudio grabado por la banda canadiense de post grunge Nickelback, Fue lanzado al mercado por la compañía discográfica Roadrunner Records el 11 de septiembre de 2001, y supuso su primer éxito comercial. Incluye el sencillo "How You Remind Me" que alcanzó el número 1 de las listas en los EE.UU. Otros singles de este álbum fueron "Never Again" y "Too Bad". La canción "Just for" es una nueva versión del mismo tema de la banda incluido en su álbum debut Curb. A pesar de no haber sido publicada como single, "Woke Up This Morning" sonó con frecuencia durante la gira All the Right Reasons Tour y en la radio. Nickelback fue el artista de Rock más escuchado del año 2002 en las emisoras musicales.
Silver Side Up fue certificado con el séptuple disco de platino por la RIAA en abril de 2005 y ha vendido 5166441 copias a partir de 27 de mayo de 2006. En su nativa Canadá, el álbum se convirtió en 8x Platino por la venta de más de 800000 copias. El álbum también recibió fuertes Airplay fuera del continente, en el Reino Unido, el álbum fue certificado triple Platino por la BPI para la venta de más de 900000 copias. En Australia, el álbum fue certificado de doble Platino, también en los Países Bajos, Alemania, Austria y Suiza se convirtió en el álbum de platino. 
Según la IFPI, más de dos millones de copias del álbum se vendieron en Europa.

## Lista de canciones
| Silver Side Up |                                 |          |  |
| N.º            | Título                          | Duración |  |
| 1.             | «Never Again»                   | 4:20     |  |
| 2.             | «How You Remind Me»             | 3:43     |  |
| 3.             | «Woke Up This Morning»          | 3:50     |  |
| 4.             | «Too Bad»                       | 3:52     |  |
| 5.             | «Just For»                      | 4:03     |  |
| 6.             | «Hollywood»                     | 3:04     |  |
| 7.             | «Money Bought»                  | 3:24     |  |
| 8.             | «Where Do I Hide»               | 3:38     |  |
| 9.             | «Hangnail»                      | 3:54     |  |
| 10.            | «Good Times Gone»               | 5:18     |  |
| 11.            | «Hero» (sólo en algunos países) | 3:18     |  |

## Certificaciones mundiales
- Estados Unidos: 5 300 000+ copias (6x Platino)[1]
- Canadá: 800 000 copias (8x Platino)[2]
- Reino Unido: 900 000 copias (3x Platino)[3]
- Australia: 140 000 copias (2x Platino)
- Alemania: 200 000 copias (Platino)[4]
- Países Bajos: 70 000 copias (Platino)
- Suiza: 30 000 copias (Platino)
- Austria: 30 000 copias (Platino)
- Francia: 100 000 copias (Oro)
- Bélgica: 25 000 copias (Oro)
- Nueva Zelanda: 7 500 copias (Oro)
- Ventas Mundiales: 10 000 000+ copias